# Somalijskie Siły Powietrzne
Somalijskie Siły Powietrzne (somal. Ciidamada Cirka Soomaaliyeed) zostały założone w 1954 roku i dysponują mieszaniną różnorodnego sprzętu produkcji amerykańskiej, włoskiej, radzieckiej, brytyjskiej i chińskiej. Po zakończeniu wojny w Ogadenie siły powietrzne Somalii znalazły się w trudnej sytuacji, a w 1991 roku w wyniku obalenia rządu Mohammeda Siad Barrego zaprzestały swej działalności.

## Historia
Po podpisaniu porozumienia między rządami Somalii i Włoch w 1962 r. somalijscy lotnicy rozpoczęli szkolenie we Włoszech z pomocą włoskiego personelu technicznego i pilotów. W tym samym okresie pięćdziesięciu somalijskich kadetów rozpoczęło szkolenie w Związku Radzieckim jako piloci samolotów odrzutowych, a później dołączyło do nich ponad dwustu elitarnych podoficerów i oficerów narodowych na ogólne szkolenie wojskowe. Większość z tych pracowników powróciła następnie do Somalii z umiejętnościami i wiedzą zdobytą za granicą.
Corpo Aeronautico della Somalia została założona w latach 50. XX wieku i początkowo była wyposażona w niewielką liczbę zachodnich samolotów, w tym dwa Douglas C-47 Skytrain, osiem wariantów Douglas C-53 Skytrooper Dakota, dwa C-45 Expeditor do transportu zadania, dwa amerykańskie T-6 Texan (model H), dwa Stinsony L-5 Sentinel i sześć amerykańskich P-51 Mustang używanych jako myśliwce. Jednak wszystkie ocalałe mustangi powróciły do Włoch, zanim Somalia uzyskała niepodległość w czerwcu 1960 r. Korpus Aeronautyczny został oficjalnie przemianowany na Somalijskie Siły Powietrzne w grudniu 1960 r. Wkrótce przyleciały dwa lekkie samoloty Gomhouria z Egiptu, a później osiem instruktorów Piaggio P.148 zostało podarowanych przez Włochy w 1962 r.
15 października 1969 roku, podczas wizyty w północnym mieście Las Anod, ówczesny prezydent Somalii Abdirashid Ali Shermarke został zastrzelony przez jednego ze swoich ochroniarzy. Po jego zabójstwie szybko nastąpił wojskowy zamach stanu 21 października 1969 r. (Dzień po jego pogrzebie), w którym somalijska armia przejęła władzę bez napotykania zbrojnej opozycji – zasadniczo bezkrwawego przejęcia. Pucz został zainicjowany przez generała majora Mohammeda Siad Barrego, który w tym czasie dowodził armią. Barre ogłosił następnie, że Somalia jest państwem socjalistycznym, a programy szybkiej modernizacji wkrótce poszły w ich ślady. Wielu somalijskich lotników zostało następnie wysłanych do pociągów za granicę w krajach takich jak Stany Zjednoczone, Włochy, Związek Radziecki i Wielka Brytania. Po szkoleniu wielu z nich zostało czołowymi instruktorami i pilotami myśliwców.
Asli Hassan Abade była pierwszą pilotką w Somalii. Latała na samolotach jednosilnikowych, a później otrzymała stypendium na studia w Akademii Sił Powietrznych Stanów Zjednoczonych.

## Wojna w Ogadenie i sytuacja po zakończeniu konfliktu
W lipcu 1977 roku wybuchła wojna w Ogadenie po tym, jak rząd Barre’a starał się włączyć przeważnie zamieszkały przez Somalijczyków region Ogaden w Etiopii do koncepcji tzw. Wielkiej Somalii. Somalijskie siły zbrojne najechały Ogaden i odniosły sukces na początku, zdobywając większość terytorium. Inwazja szybko zakończyła się niepowodzeniem wraz z nagłym zerwaniem sojuszu ze Związkiem Radzieckim i wsparciem przez to państwo Etiopii. Następnie niemal całym światem komunistycznym, który stał po jego stronie. Sowieci wstrzymali dotychczasowe dostawy dla reżimu Barre’a i zwiększyli dystrybucję pomocy, broni i szkolenia dla nowo komunistycznego reżimu Derg w Etiopii. Przywieźli także około 15 000 kubańskich żołnierzy, aby pomóc etiopskiemu wojsku. W 1978 roku somalijskie wojska zostały ostatecznie wyparte z Ogadenu.
Straty poniesione przez Somalijskie Siły Powietrzne były wysokie. Ponad połowa floty powietrznej została zniszczona. Podawana liczba utraconych samolotów to 28, ale nie ma pewności, czy chodzi tu o samoloty zestrzelone w powietrzu, czy również te zniszczone na ziemi.
Na uzbrojeniu sił powietrznych Somalii znalazły się też samoloty transportowe An-24 i An-26. Liczba i data ich dostarczenia nie jest znana. 9 września 1977 roku jeden An-26 uległ zniszczeniu na skutek bombardowania etiopskiego F-5 na lotnisku Hargesja. W 1990 roku Libia przekazała jednego An-26, ale na skutek destabilizacji kraju i rozwiązania sił powietrznych wszystkie samoloty ewakuowano do Kenii. Los An-24 nie jest znany, ale prawdopodobnie wszystkie samoloty tego typu przekazano lotnictwu cywilnemu, np. Daallo Airlines czy Jubba Airways.
Przed wojną Somalia nabyła cztery bombowce Ił-28 Beagle. Samoloty tego typu pilotowali piloci samolotów MiG-17. Tylko trzy Ił-28 pozostały w służbie do czasu wojny. Początkowo wspierały inwazję, ale były dość nieskuteczne dzięki decyzji o przeprowadzeniu bombardowania na dużej wysokości. Gdy siły powietrzne Etiopii zaczęły walczyć w powietrzu, Ił-28 zostały wycofane z walki, pozostając na swoich lotniskach, aż do momentu, gdy etiopskie naloty powietrzne je zniszczyły. Po zakończeniu wojny żaden Ił-28 nie był już używany przez somalijskie lotnictwo.
W latach 80. zakupiono od Zjednoczonych Emiratów Arabskich używane samoloty produkcji brytyjskiej Hawker Hunter w wersjach FGA.76, FGA.76A, FGA.75, FR.76A i T.77. Nie jest do końca pewne, ile dokładnie używano samolotów tego typu (od 6 do 9 samolotów), ale szacuje się, że mogło być używanych ponad 8 samolotów tego typu. Huntery były używane do bombardowań na pozycje opozycji i klanów. W latach 1985–1990 cztery samoloty utracono.

## Stopnie wojskowe

### Generałowie i oficerowie
| Korpusy          | Generałowie       | Generałowie   | Generałowie     | Oficerowie starsi | Oficerowie starsi | Oficerowie starsi | Oficerowie młodsi | Oficerowie młodsi | Oficerowie młodsi |
| ---------------- | ----------------- | ------------- | --------------- | ----------------- | ----------------- | ----------------- | ----------------- | ----------------- | ----------------- |
|                  |                   |               |                 |                   |                   |                   |                   |                   |                   |
| Nazwa somalijska | Sareeye Guud      | Sareeye Gaas  | Sareeye Guuto   | Gashaanle Sare    | Gashaanle Dhexe   | Gashaanle         | Dhamme            | Laba Xídígle      | Xídígle           |
| Nazwa polska     | Generał porucznik | Generał major | Generał brygady | Pułkownik         | Podpułkownik      | Major             | Kapitan           | Porucznik         | Podporucznik      |

### Podoficerowie i szeregowi
| Korpusy          | Podoficerowie starsi | Podoficerowie starsi | Podoficerowie starsi | Podoficerowie młodsi | Podoficerowie młodsi | Podoficerowie młodsi | Podoficerowie młodsi | Szeregowi | Szeregowi |
| ---------------- | -------------------- | -------------------- | -------------------- | -------------------- | -------------------- | -------------------- | -------------------- | --------- | --------- |
|                  |                      |                      |                      |                      |                      |                      |                      | brak      |           |
| Nazwa somalijska | Musharax Sarkaal     | Sadex Xarígle        | Laba Xarígle         | Xarígle              | Sadex Alífle         | Laba Alífle          | Alífle               | Dable     |           |
| Nazwa polska     | Starszy chorąży      | Chorąży              | Podchorąży           | Plutonowy            | Starszy sierżant     | Sierżant             | Młodszy sierżant     | Szeregowy |           |

## Wyposażenie
Ilość używanego sprzętu przez siły powietrzne nie jest do końca pewna ze względu na rozbieżność źródeł lub też brak danych. Poniżej przedstawiono uzbrojenie Somalijskich Sił Powietrznych w 1981 roku:
| Typ                   | Rodzaj                                                               | Państwo                    | Liczba          | Uwagi                                                                    |
| Samoloty bojowe       | Samoloty bojowe                                                      | Samoloty bojowe            | Samoloty bojowe | Samoloty bojowe                                                          |
| --------------------- | -------------------------------------------------------------------- | -------------------------- | --------------- | ------------------------------------------------------------------------ |
| MiG-17                | Samolot myśliwsko-bombowy                                            | ZSRR                       | 27              |                                                                          |
| MiG-21                | Samolot myśliwsko-bombowy z rakietami przeciwlotniczymi AA-2 Atoll   | ZSRR                       | 9               | W 1990 roku Somalijskie Siły Powietrzne posiadały 8 samolotów tego typu. |
| Shenyang F-6          | Samolot myśliwsko-bombowy                                            | Chiny                      | 30              |                                                                          |
| SF-260W               | Lekki samolot szturmowy z silnikiem tłokowym                         | Włochy                     | 6               |                                                                          |
| Hawker Hunter         | Samolot myśliwsko-bombowy/rozpoznawczy                               | Wielka Brytania            | 8               | W 1991 roku Somalijskie Siły Powietrzne posiadały 4 samoloty tego typu.  |
| Samoloty transportowe |                                                                      |                            |                 |                                                                          |
| An-2                  | Jednosilnikowy lekki                                                 | ZSRR                       | 3               |                                                                          |
| An-24/An-26           | Dwusilnikowe                                                         | ZSRR                       | 3               |                                                                          |
| Douglas C-47 Skytrain | Dwusilnikowy                                                         | Stany Zjednoczone          | 3               |                                                                          |
| C-45                  | Dwusilnikowy lekki                                                   | Stany Zjednoczone          | 1               |                                                                          |
| G-222                 | Dwusilnikowy                                                         | Włochy                     | 4               |                                                                          |
| Śmigłowce             |                                                                      |                            |                 |                                                                          |
| Mi-4                  | Transportowy                                                         | ZSRR                       | 4               |                                                                          |
| Mi-8                  | Transportowy                                                         | ZSRR                       | 8               |                                                                          |
| AB-204                | Wielozadaniowy                                                       | Stany Zjednoczone / Włochy | 1               |                                                                          |
| AB-212                | Wielozadaniowy                                                       | Stany Zjednoczone / Włochy | 4               |                                                                          |
| Samoloty szkolne      |                                                                      |                            |                 |                                                                          |
| MiG-15 UTI            | Dwumiejscowy odrzutowiec szkolny                                     | ZSRR                       | 4               |                                                                          |
| Jak-11                | Samolot z silnikiem tłokowym                                         | ZSRR                       | 20              |                                                                          |
| P.148                 | Samolot szkolny z silnikiem tłokowym                                 | Włochy                     | 6               |                                                                          |
| SM-1019               | Samolot z silnikiem tłokowym szkolny, rozpoznawczy i lekki szturmowy | Włochy                     | 6               |                                                                          |